# درابيف (ليبيك)
درابيف (بالروسية: Драбів) هي مدينة في مقاطعة إليبيتسك أوبلاست في أوكرانيا.
يبلغ عدد سكانها حوالي 6844 نسمة.

## معرض صور

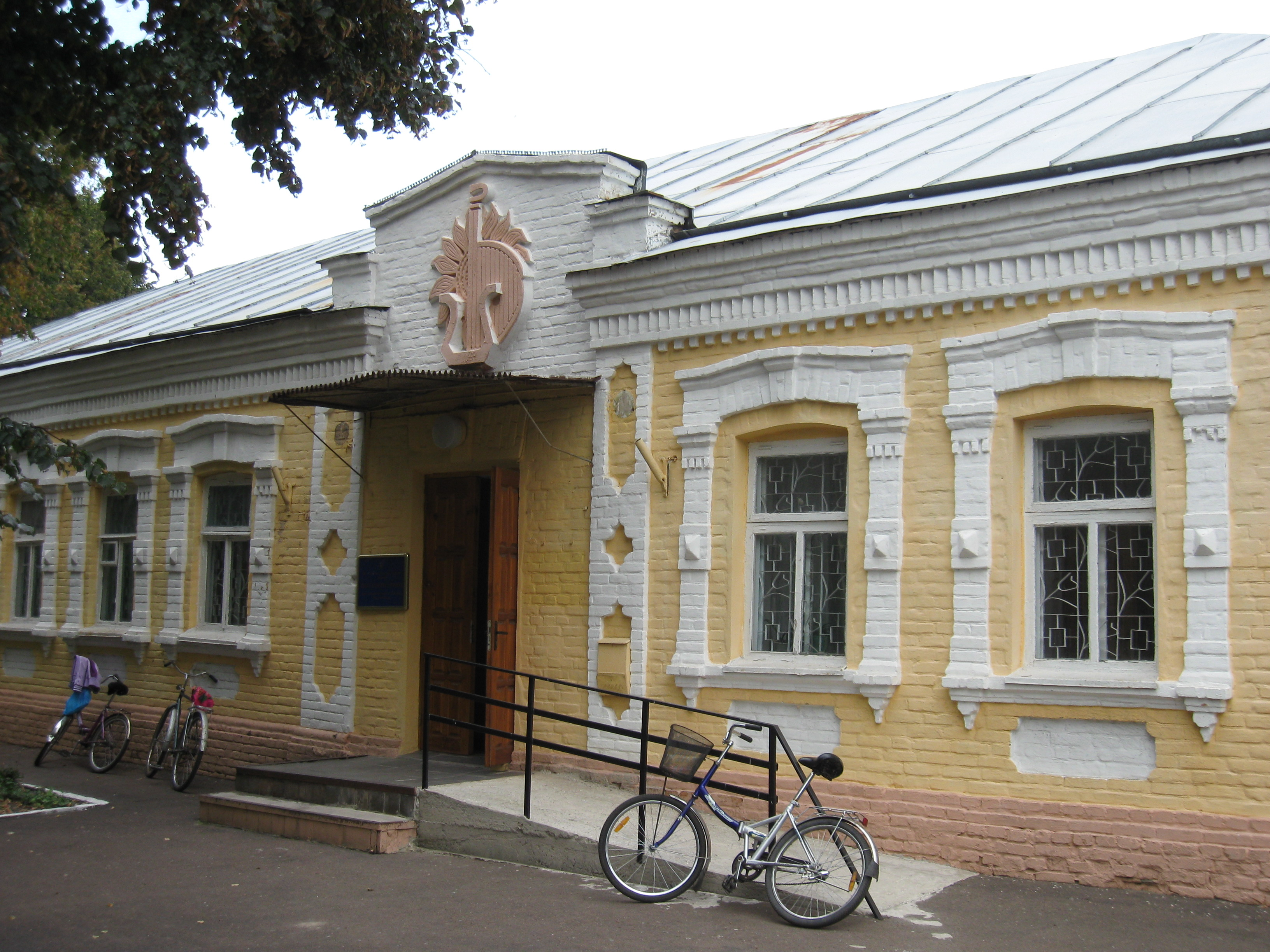
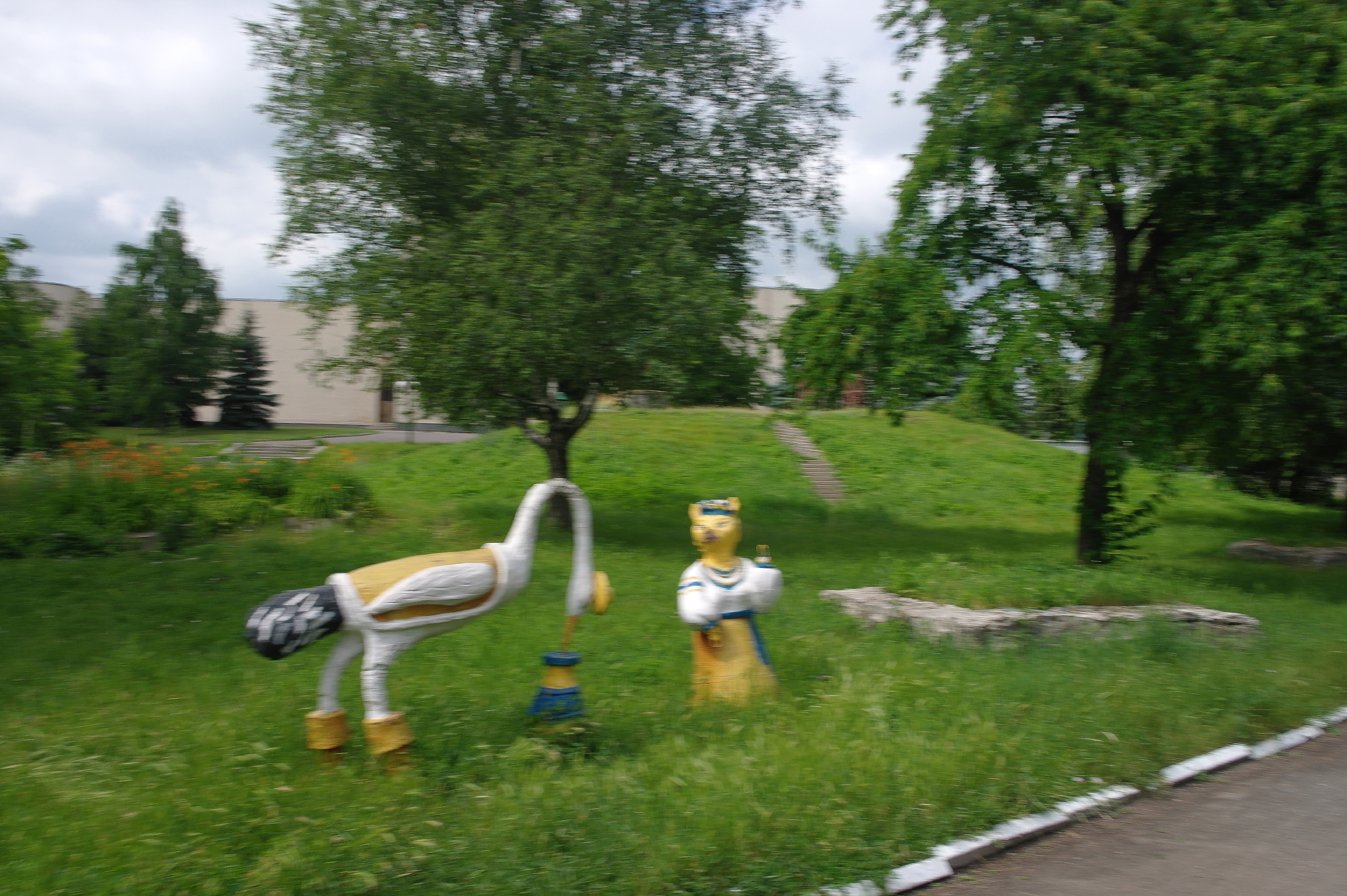
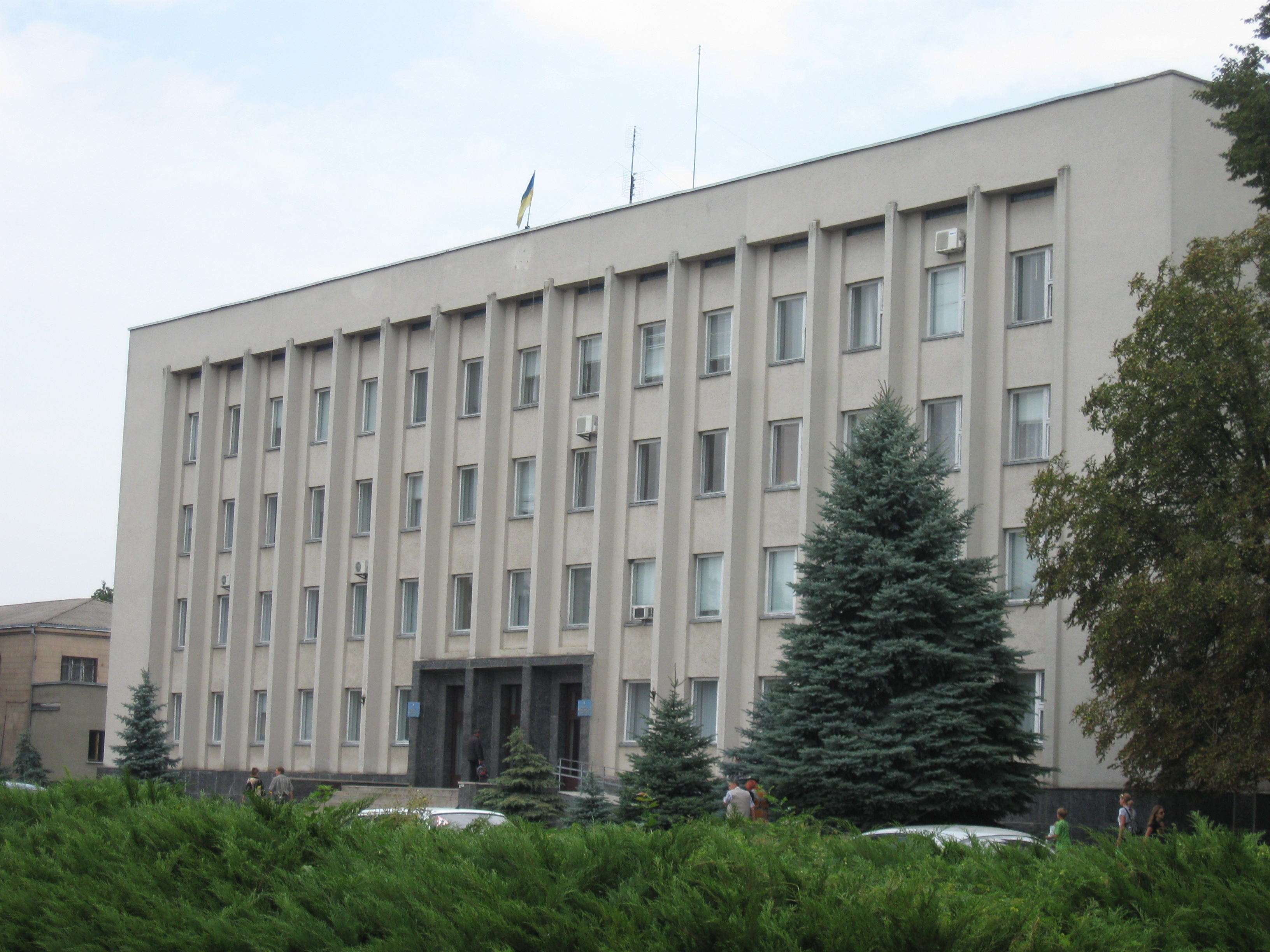

## أعلام
- يفين نوفاك